# Kiswa

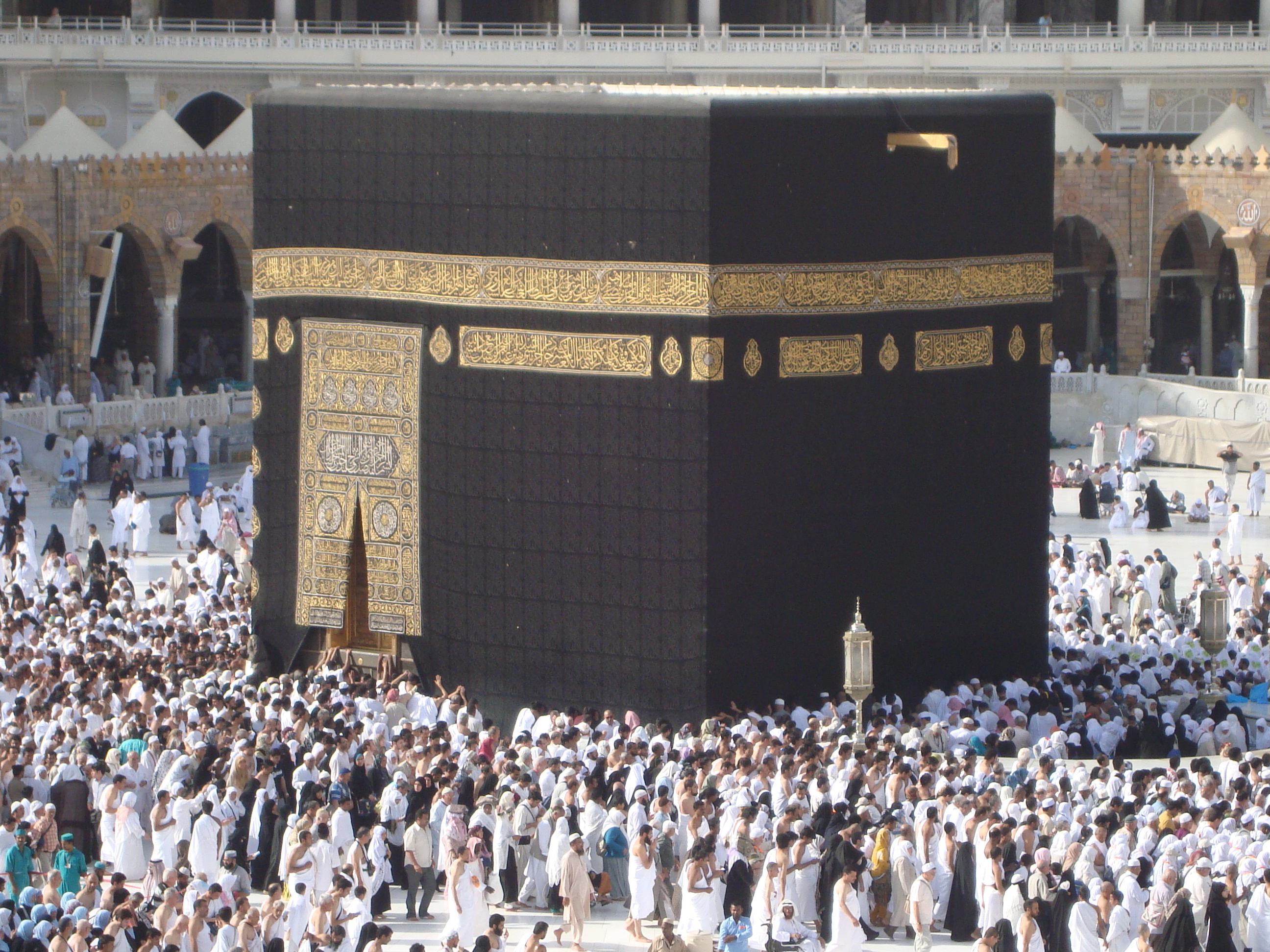
Vista de la kiswa

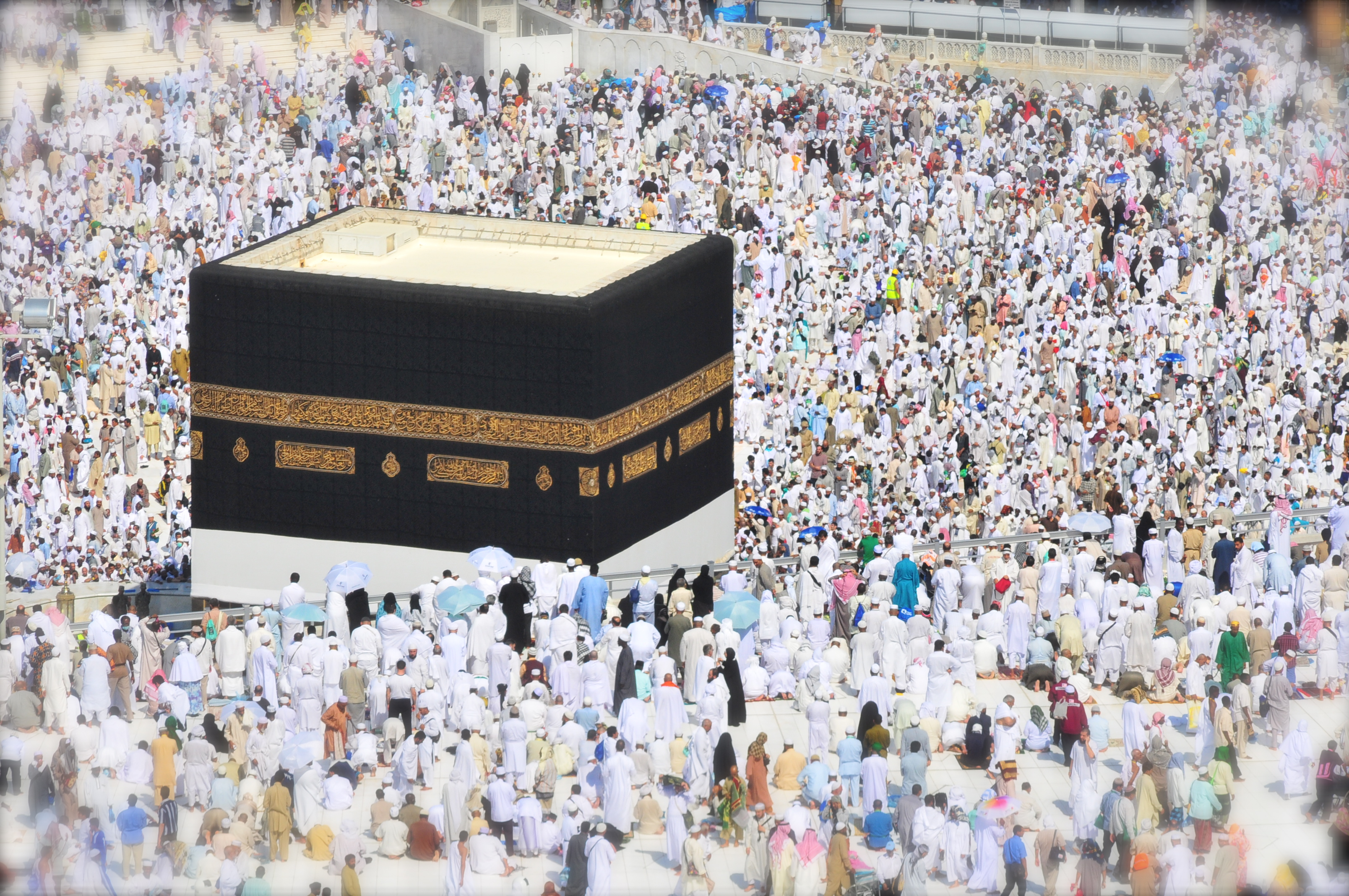
La Kaaba con la kiswa vuelta y elevada, que deja ver su cara blanca.

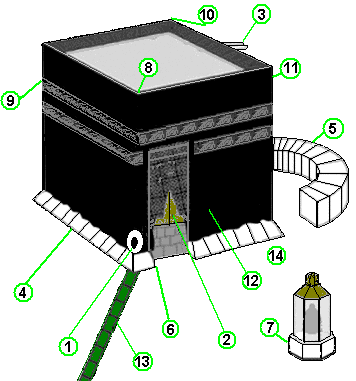
Puerta de la Kaaba

La kiswa (en árabe: كسوة‎, 'vestido') es una tela de seda negra que recubre la Kaaba en La Meca, y que está adornada a media altura con caligrafías de la profesión de fe musulmana y con versos coránicos, bordados en hilo de oro. Se cambia cada año el 9 du l-hiyya del calendario islámico, que corresponde al final del hach (10 muharram  antes). Durante el hach se sustituye por una tela blanca para que coincida con los hábitos blancos (ihram) de los peregrinos. Sin embargo, una práctica común es darle la vuelta a la kiswa (cuyo lado interior es de color blanco) y elevarla a lo largo de la pared para evitar que los peregrinos la ensucien o que corten un pequeño trozo para llevárselo.
Algunas fuentes históricas indican que Ismael Ibn Ibrahim habría sido el primero en cubrir la Kaaba, mientras que otras atribuyen este gesto a `Adnan ibn `Ad, un antepasado de Mahoma. Pero la mayoría de ellas coinciden en que un Tubba, rey de Himyar en Yemen, fue quien habría instaurado esta tradición. Los diferentes emires presentaban luego sus regalos a la Kaaba en forma de mantas hechas de lana, seda y otras telas de diferentes colores. Las mantas se colocaban una encima de la otra, hasta que en el reinado de Qosai Ibnou Kallab, éste habría impuesto a las tribus que proporcionaran la cobertura de la Kaaba cada año.
Durante mucho tiempo, la kiswa fue fabricada en Egipto y llevada luego a La Meca. Era ofrecida por los sultanes egipcios. A principios de la década de 1930, el gobierno saudita ordenó que la kiswa se hiciera en el reino y construyó una fábrica para ese fin. Hoy en día, la seda sigue importándose y la kiswa se cose en una fábrica construida alrededor de 1975 en Arabia Saudita.
Ni Mahoma ni los musulmanes participaron en el tapado de la Kaaba por la kiswa antes de la toma de La Meca, porque los coraichitas lo prohibieron. Una vez que la ciudad fue ocupada, Mahoma no cambió la kiswa hasta que fue quemada accidentalmente por una mujer que fumigaba la Kaaba. Luego fue cubierta con una tela yemení.

## Evolución

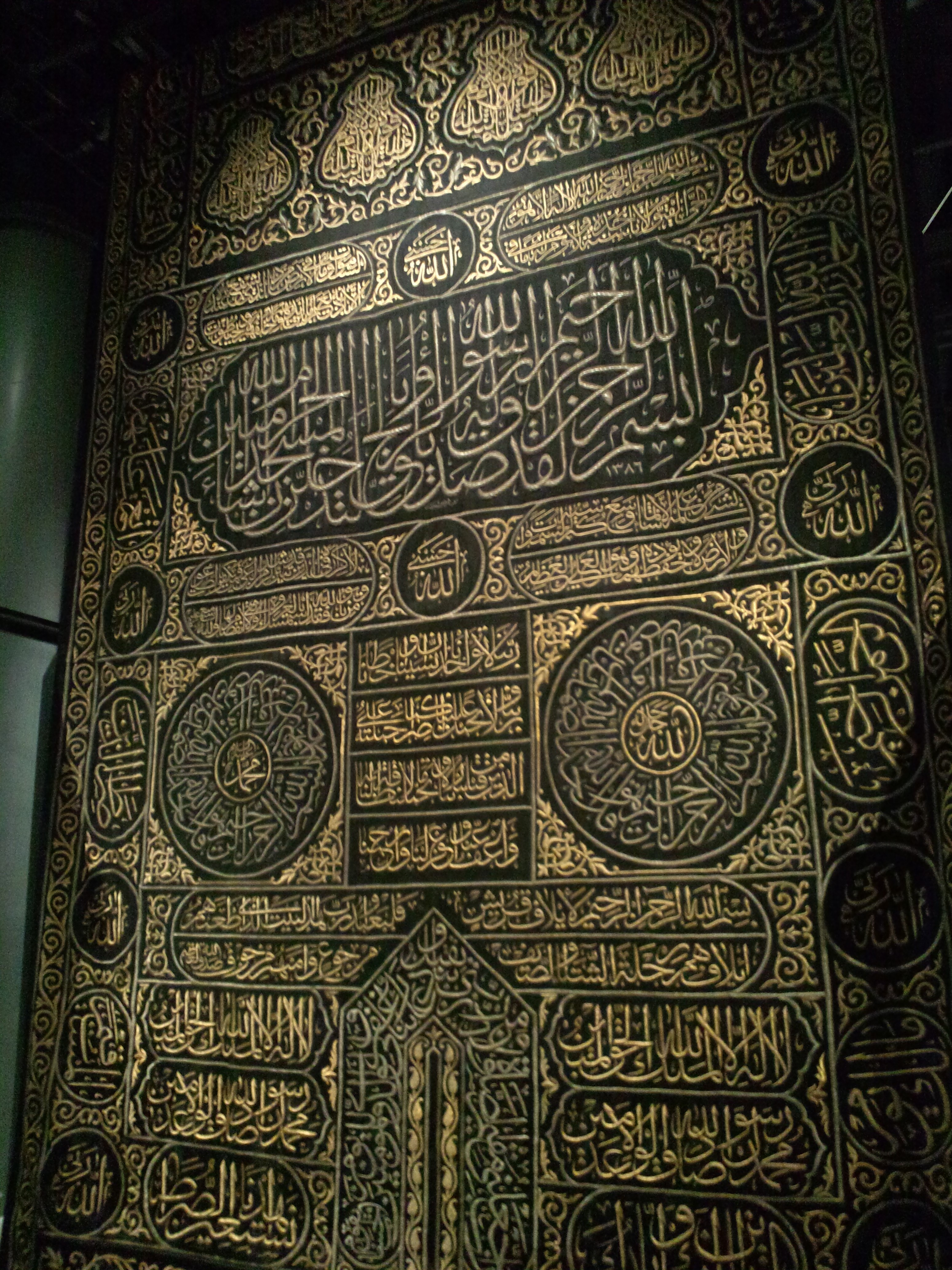
Vista de la parte de la kiswa que cubría la puerta de la Kaaba (sitâra) en 1966-1967 (1386 AH). Museo Nacional de Etnología, Osaka.

Se han utilizado todos los tipos de textiles conocidos en la época preislámica para cubrir la Kaaba —paja, seda, tejido rayado yemení, guarniciones iraquíes, chales yemeníes y tejido egipcio copto—. Inicialmente, cada año, la nueva kiswa se agregaba a las anteriores. Con el tiempo, las kiswas se fueron acumulando y su peso comenzó a poner en peligro la Kaaba. Cuando el califa abasí Al-Mahdi efectuó el hach en 775 (160H), ordenó retirarlas excepto una. Desde entonces, esa práctica se ha convertido en la norma, que sigue vigente hoy. El califa Al-Mamún (813-833) cubría la Kaaba tres veces al año: usó un brocado de seda roja, un brocado de tela y vestimentas blancas coptas. Después de eso, el califa abasí An-Násir (1180-1225) cubría la Kaaba con tela verde y luego con tela negra. Como resultado, el negro se convirtió en el color de la kiswa. La práctica de cubrir la Kaaba fue perpetuada por el sultán Az-Zâhir Baybars y por los reyes de Egipto. Poco después de 1400, apareció la costumbre de recubrir la puerta de la Kaaba con una cortina decorada, llamada 'al-burqu («el velo»).

## Composición

### Kiswa
La kiswa cuesta alrededor de 17 millones de riyales saudíes (más de 4 millones de euros) y pesa alrededor de 800 kg. De hecho, para su fabricación se utilizan 670 kg de seda y unos 120 kg de oro y 50 kg de plata para las transcripciones que la decoran. La kiswa tiene unas dimensiones de 14 × 47 m, cubriendo un área de 658 m2. 

### Hazam
La kiswa tiene 14 m de altura. El tercio superior de la tela es el «hazam», que significa el cinturón. El hazam tiene 95 cm de ancho y 45 m de largo y consta de 16 piezas. El cinturón está bordado con hilos de plata recubiertos de oro, con algunos versículos del Corán escritos con el modelo de Al-thuluth de la caligrafía árabe.

## Fabricación
Hasta 1927, la fabricación y el trabajo manual de la kiswa tenían lugar en Egipto. Luego era llevada en una litera especial a la cabeza de una caravana egipcia como un regalo del rey de Egipto, y transportarla a La Meca era para muchos un gran honor. En 1926, Abdulaziz bin Saúd ordenó la construcción de una fábrica en La Meca para fabricar la kiswa, que se cerró en 1937. En 1962, el rey Fáisal bin Abdulaziz ordenó que levantara una nueva fábrica en Umm al-Joud (en la periferia septentrional de La Meca) que abrió en 1976. 

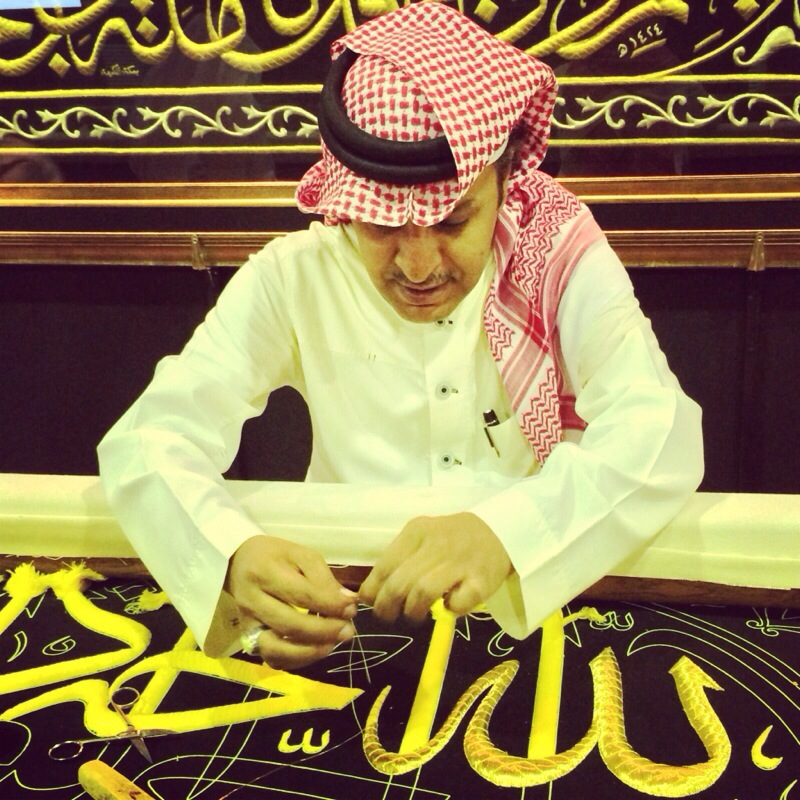
Brocado de la caligrafía del kiswa con hilos de oro y plata.

La fábrica produce dos kiswas cada año, incluida una de repuesto de seguridad. El proceso de fabricación consta de cinco fases:
- tintura: de la seda lavada de la más alta calidad se utilizan madejas cubiertas de capas de goma llamada florencia, lo que da a la seda un color amarillento. Las madejas, que pesan alrededor de 100 g, tienen  3000 m y 76 cm de ancho. Esta seda se tiñe en dos etapas;
- tejido: consiste en un tejido primario, llamado también tejido manual, y de un tejido automático;
- diseño de la caligrafía: aunque el texto de las inscripciones no cambia nunca, el diseño del modelo y la escritura se cambian de vez en cuando, con las sugerencias aportadas por un grupo de artistas y de calígrafos.
- proceso de impresión: solo unas pocas personas pueden hacer este trabajo y son nombradas por las más altas autoridades religiosas. La fábrica emplea a más de 200 personas altamente calificadas y todas son ciudadanos sauditas.

## Antigua kiswa
Cada año, al final del hach, la kiswa es reemplazada por una nueva. La vieja se corta en piezas de varios tamaños que se ofrecen a diferentes personas y organizaciones del mundo musulmán. Esas piezas se utilizan igualmente para decorar edificios del gobierno saudí o embajadas sauditas. En 1982, Arabia Saudita ofreció a las Naciones Unidas en nombre de la comunidad musulmana la parte de la kiswa que cubría la puerta de la Kaaba, la sitâra,  durante una ceremonia en la sede de la ONU. Ahora se exhibe en el vestíbulo de la sala de recepción de los delegados.